# Melling-with-Wrayton
 (avril 2023).
Pour les articles homonymes, voir Melling.
Melling-with-Wrayton est une paroisse civile du Lancashire, en Angleterre. Elle comprend le village de Melling et le hameau de Wrayton.